# The World Academy of Sciences
The World Academy of Sciences for the advancement of science in developing countries (bis 2004 Third World Academy of Sciences (TWAS), bis 2012 TWAS, The academy of sciences for the developing world; das Akronym TWAS wurde stets beibehalten) ist eine nichtstaatliche Akademie der Wissenschaften. Sitz der Akademie ist das International Centre for Theoretical Physics ICTP in Triest, Italien.

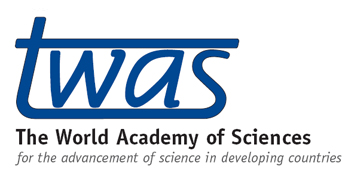
TWAS-Logo

Die Akademie wurde 1983 unter der Leitung des pakistanischen Nobelpreisträgers Abdus Salam (1926–1996) mit weiteren Wissenschaftlern gegründet. 1985 wurde sie im Rahmen einer Zeremonie im Beisein des Generalsekretärs der Vereinten Nationen, Javier Pérez de Cuéllar, offiziell eröffnet. Ziel ist es, die wissenschaftliche Arbeit in Entwicklungsländern zu fördern und eine nachhaltige Entwicklung auf der Südhalbkugel zu verfolgen. Die UNESCO übernahm 1991 auf Grundlage einer von TWAS und UNESCO unterzeichneten Vereinbarung die Verantwortung für die Verwaltung der Mittel und des Personals von TWAS.
Die Akademie hatte anfangs 42 gewählte Mitglieder, darunter neun Nobelpreisträger. Die Akademie vergibt derzeit alle zwei Jahre neun Auszeichnungen an einzelne Wissenschaftler, die seit mindestens 10 Jahren in einem Entwicklungsland arbeiten und leben. Von 1985 bis 2003 wurden jährlich vier TWAS Awards in Basic Sciences vergeben. Diese wurden 2003 mit den TWNSO Prizes in Applied Sciences zu den TWAS Prizes zusammengelegt, die jährlich in acht Wissenschaftsbereichen verliehen werden.
2010 wurde die Akademie mit dem Antonio-Feltrinelli-Preis für ein „Werk von hohem moralischen und humanitären Wert“ ausgezeichnet.

## Gründungsmitglieder
- Muhammad Akhtar (* 1933), Pakistan
- Michael Francis Atiyah (1929–2019), UK
- Daniel Adzei Bekoe (1928–2020), Ghana
- Baruj Benacerraf (1920–2011), Venezuela/USA
- Ignacio Bernal (1910–1992), Mexiko
- Ricardo Bressani (1926–2015), Guatemala
- Carlos Chagas Filho (1910–2000), Brasilien
- Sivaramakrishna Chandrasekhar (1930–2004), Indien
- Subrahmanyan Chandrasekhar (1910–1995), Indien/USA
- Shiing-Shen Chern (1911–2004),  Republik China/USA
- Hector Croxatto (1908–2010), Chile
- Nil Ratan Dhar (1892–1987), Indien
- Johanna Döbereiner (1924–2000), Brasilien
- Humberto Fernández Morán (1924–1999), Venezuela/USA
- Hua Luogeng (1910–1985), China
- Ali Javan (1926–2016), Iran/USA
- Devendra Lal (1929–2012), Indien
- Thomas Adeoye Lambo (1923–2004), Nigeria
- Tsung-Dao Lee (1926–2024), China/USA
- Luis Federico Leloir (1906–1987), Argentinien
- Félix Malu Wa Kalenga (1936–2011), DR Kongo
- Mambillikalathil Govind Kumar Menon (1928–2016), Indien
- Ricardo Miledi (1927–2017), Mexiko/USA
- César Milstein (1927–2002), Argentinien/UK
- Thomas Risley Odhiambo (1931–2003), Kenia
- Autar Singh Paintal (1925–2004), Indien
- Benjamin Peary Pal (1906–1989), Indien
- Crodowaldo Pavan (1919–2009), Brasilien
- Helio Gelli Pereira (1918–1994), Brasilien/UK
- Gopalasamudram Narayana Ramachandran (1922–2001), Indien
- Calyampudi Radhakrishna Rao (1920–2023), Indien
- Chintamani Nagesa Ramachandra Rao (* 1934), Indien
- Albert Rakoto Ratsimamanga (1907–2001), Madagaskar
- Gerardo Reichel-Dolmatoff (1912–1994), Kolumbien
- Marcel Roche (1920–2003), Venezuela
- Emilio Rosenblueth Deutsch (1926–1994), Mexiko
- Abdus Salam (1926–1996), Pakistan
- Salimuzzaman Siddiqui (1897–1994), Pakistan
- Monkombu Sambasivan Swaminathan (1925–2023), Indien
- Samuel Chao Chung Ting (* 1936), USA
- Chen Ning Yang (* 1922), China/USA